# Mesoleius frigidus
Mesoleius frigidus là một loài tò vò trong họ Ichneumonidae.